# Petra Collins
Petra Collins (nascuda el 21 de desembre de 1992) és una artista, directora de fotografia, model i actriu canadenca que va començar a guanyar protagonisme a principis de la dècada de 2010. La seva fotografia es caracteritza per una sensació femenina i onírica, posicionada des d’una mirada femenina. Va ser fotògrafa resident per la revista Rookie i agent de càsting per Richard Kern. Ha dirigit també breus pel·lícules, icloent videoclips de música per Carly Rae Jepsen, Lil Yachty, Selena Gomez, Cardi B i Olivia Rodrigo, entre d'altres. L’any 2016, Collins va ser escollida com a rostre de Gucci. Petra Collins ha estat etiquetada com una “it girl” pel fotògraf i mentor Ryan McGinley i per les revistes Vanity Fair i The New Yorker.

## Vida primerenca
Collins fou criada a Toronto, on va estudiar a Rosedale Heights School of the Arts. Va ser a Rosedale amb 15 anys on Collins va començar a practicar l’art de la fotografia. Collins asistí també a Ontario College of Art and Design durant dos anys per estudiar crítica artística i pràctica curatorial.

## Carrera
Collins va començar a fer fotografies a l’institut. Va conèixer Richard Kern mentre assistia en un dels seus photoshoots, i va esdevenir el seu mentor. Simultàniament, Collins es va convertir en un subjecte freqüent pel fotògraf Ryan McGinley, i més tard es convertiria en un dels seus protegits. Collins va començar a aventurar-se en el món de l'art, apareixent en espectacles que presentaven el seu propi treball, i comissariant espectacles amb el seu col·lectiu d’art, The Ardorous Arxivat 2021-11-16 a Wayback Machine.. Coincidint amb el moment en què Collins va començar a ser reconeguda en el món de l’art, el seu compte d'Instagram va ser remogut de la plataforma després que l’artista pengés una fotografia d’ella mateixa en biquini sense estar depilada. Després d’eliminar la seva conta, Collins va escriure un article per The Huffington Post, parlant sobre la misoginia que influeix en les representacions mediàtiques del cos de les dones. L’any 2014, la primera exhibició de Collins, "Discharge", una serie de fotografies abastant anys des de 2008 a 2014, de l'edat 15–21, va ser allotjada a la Capricious 88 Gallery a New York. "Discharge" va continuar impulsant la narració d'una visió més autèntica de la infantesa i la feminitat que havia començat la seva polèmica fotografia d’Instagram en bikini. Collins va publicar l’any 2014 la sèrie de fotografies com a llibre amb Capricious Publishing.

## Art i fotografia
L’any 2010, Collins crea la pàgina web “The Androruous” com una plataforma online per joves artistes femenines. En reacció al món de l’art dominat pels homes, l’objectiu principal del grup es fer qüestionar les ideologies de feminitat i redifondre el rol de les dones, més empoderades. Collins també ha editat un llibre anomenat Babe amb un pròleg escrit per Tavi Gevinson, el qual es una culminació d’aproximadament 30 artistes internacionals seleccionats per Petra. El llibre se centre sobre la identitat femenina i mostra com el feminisme i la sexualitat no estan mútuament exclosos.
Collins ha presentat i comissariat més d'una dotzena d'espectacles des del 2011, des de galeries de Nova York fins a Art Basel de Miami, passant per espectacles a l'Ever Gold [Projects] de San Francisco juntament amb SFAQ. És una fotògrafa editorial freqüent per a publicacions com Vogue, Purple Magazine, i-D Magazine, Wonderland Magazine, Dazed & Confused, L'Officiel, Elle, i Love Magazine. També ha fotografiat campanyes per a marques com Levi's, Adidas, Cos, Calvin Klein, i Stella McCartney.
El 2016, Collins va ser nomenada una de les 100 Creatives Shaping Youth Culture de Dazed & Calvin Klein i una de les 40 Creatives To Watch de Vogue el 2016. Collins també va ser nomenada una de les 30 Artist to Watch per Artsy.
El dissabte 18 de març de 2017, Collins va col·laborar amb l'artista Madelyne Beckles al Museum of Modern Art de la ciutat de Nova York, amb la seva peça "In Search of Us". Va ser un quadre en directe de 3 hores de durada allotjat a Instagram, que va incloure música en directe de JunglePussy i un conjunt de DJ Madeline Poole. La peça s'inspira en l'assaig de 1992 "Olympia's Maid: Reclaiming Black Female Subjectivity" de Lorraine O'Grady. L'actuació en directe celebra la forma femenina mentre els intèrprets s'enfronten a les representacions tradicionals de la forma femenina al llarg del cànon de l'art històric.
Collins va acollir la seva primera peça d'art públic amb Contact Photo el 29 d'abril de 2017 a King and Spadina a Toronto, Canadà.

## Direcció
Collins també s’ha involucrat molt en la direcció, abastant des de documentals de música a videos, a peces artístiques més abstractes. L’any 2015, va dirigir un documental de tres parts titulat Making Space, el qual documenta i explora que significa ser una persona jove avui en dia, canviant constantment i molt connectat al món. El documental segueix noies joves en la dansa, mentre descobreixen i connecten amb el món del seu voltant a través d’aquest mitjà. Entre altres projectes que Collins ha dirigit es troben el video musical del single "Boy Problems" de Carly Rae Jepsen, el single del 2018 "Bartier Cardi" de Cardi B i els singles del 2021 d'Olivia Rodrigo "good 4 u" i "brutal". També ha dirigit anuncis per Gucci, Adidas, i Nordstrom. El seu treball de direcció reflecteix la mateixa estètica colorida i airejada que es troba a la seva fotografia.

## Filmatografia

### 2015
- Carly Rae Jepsen – "Boy Problems" (video musical)
- Adidas StellaSport – "Break a Sweat" (film)
- Making Space – "Time Will Tell" feat. Blood Orange (video musical)
- Making Space Part 3 of 3 (film)
- Making Space Part 2 of 3 (film)
- Making Space Part 1 of 3 (film)
- Drive Time for COS (film)

### 2016
- Georgia O'Keeffe – Interpreted by Petra Collins (film)
- Lil' Yachty – "All In" (film)
- Lil' Yachty – "Keep Sailing" (video musical)

### 2017
- Hungarian Dream for Gucci Eyewear (film)
- Spring 2017 at Nordstrom (film)
- Selena Gomez – "Fetish" (video musical)

### 2018
- Cardi B – "Bartier Cardi" (video musical)
- "A Love Story" (curtmetratge)

### 2021
- Olivia Rodrigo – "good 4 u" (video musical)[17]
- Spiral (film)[18][19]
- Olivia Rodrigo - "brutal" (video musical)[17]

## Actuació i modelatge
En l’any 2014 i 2015, Collins va tenir un paper secundari a la sèrie de televisió guanyadora d'un premi d'Amazon, Transparent.
Collins ha aparegut anteriorment com a model a la campanya de Calvin Klein.
L’any 2016, Petra va ser seleccionada com a nova cara de Gucci i va participar en la seva desfilada de moda F/W 2016 a Milà. També va protagonitzar la seva campanya F/W del 2016.

## Treball literari
El primer llibre de Collins, Discharge, va ser publicat per Capricious Publishing. El llibre inclou fotografies que relaten del 2008 al 2014 entre l'edat de 15 i 21 anys i pretén eliminar la visió pura i immaculada de la infantesa perpetuada a la cultura tradicional. La sèrie va ser primer una exposició del mateix nom, acollida a la galeria Capricious 88.
El seu segon llibre, Babe, una col·lecció d'art i fotografia que inclou el treball de trenta artistes dones d'arreu del món, inclosa la seva, va ser publicat el 2015 per Random House. El llibre explora les identitats femenines des d'un punt de vista femení global. Alguns dels artistes presentats inclouen Arvida Byström, Sandy Kim, Harley Weir, Jeanette Hayes i Kristie Muller, a més d'un pròleg escrit per Tavi Gevinson de Rookie.
En una ressenya de Babe per HelloGiggles.com, Lilian Min va escriure que de les artistes femenines que produeixen treballs sobre feminisme i sexualitat, Collins "en particular ha marcat el to per a un cert tipus de mirada femenina introspectiva, onírica, però mai oculta". Va anomenar els collages de Beth Hoeckel "bellament composts". Natasha Zedan de Musée va descriure el llibre com "un sistema de suport artístic […] Les imatges com Sailor Moon que s'adrecen específicament a les dones reben una nova vida a mesura que es deformen i es repinten amb figures de malson imminents juxtaposades amb les seves representacions originals". Va elogiar les fotos de Clair Milbrath, així com els diferents mètodes d'expressió al llarg de la col·lecció, argumentant: "Aquestes dones han pres tot el que se'ls ha servit, el desamor, les pressions i la desesperació general de l'adolescència i ho han convertit en poesia, bellesa., selectiva i imaginativa."

## Procés
Mentre fa fotografies, Collins utilitza exclusivament pel·lícules de 35mm.